# Заміна (футбол)

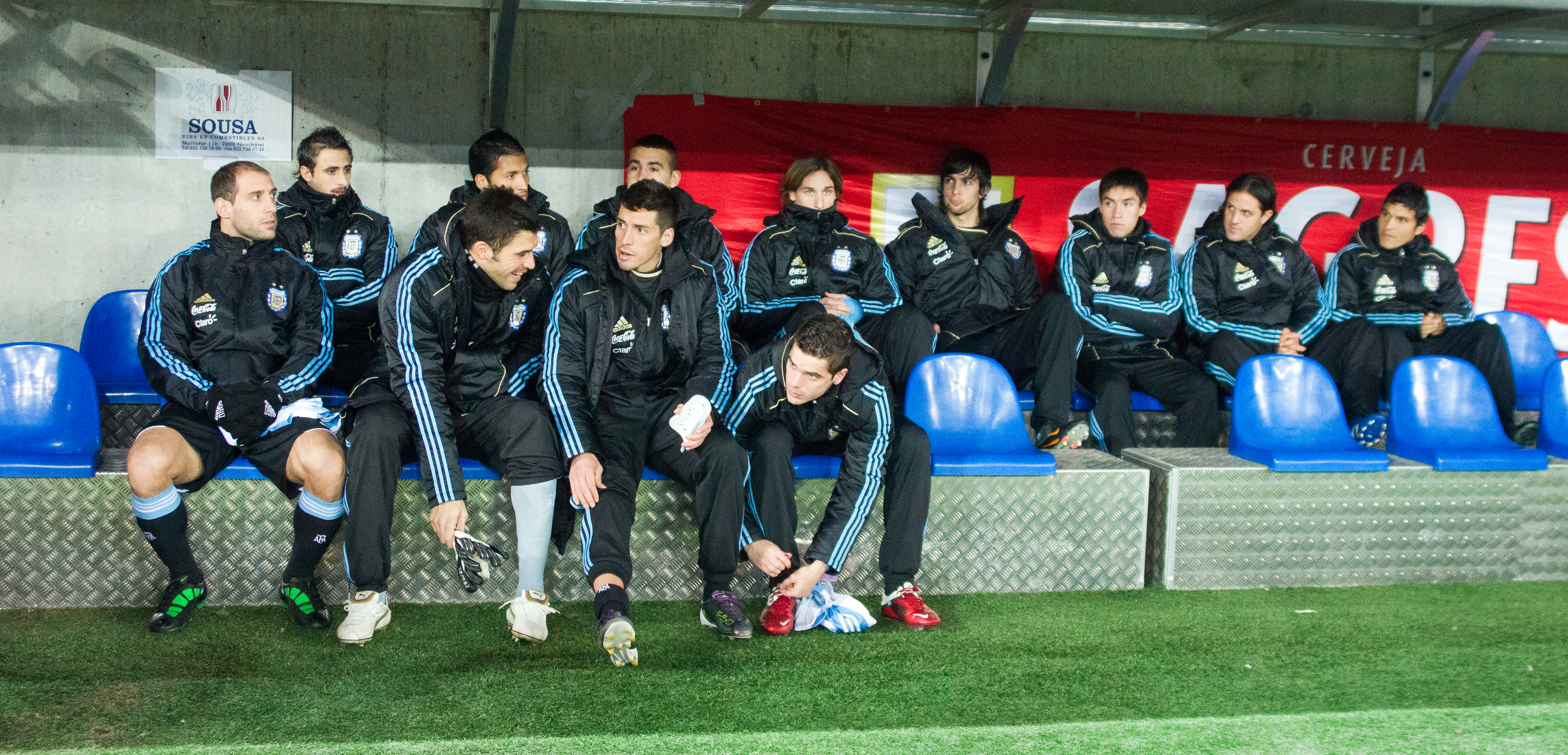
Лава запасних збірної Аргентини

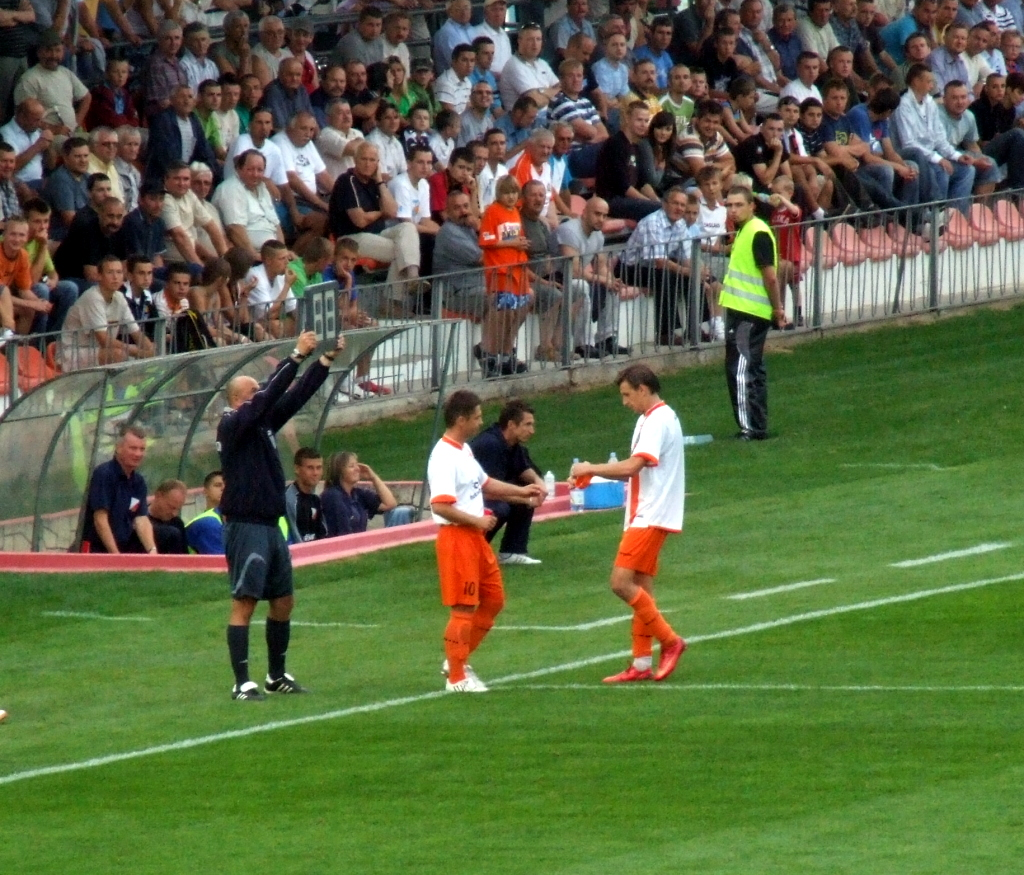
Четвертий суддя показує табло з номерами замінних гравців

У футболі заміною вважається ситуація, коли під час матчу гравець виходить на поле замість іншого гравця, який, в свою чергу, йде з поля. Заміни можуть використовуватися для зміни травмованих, втомлених або погано виступаючих гравців, а також в тактичних цілях (наприклад, вихід на поле нападника замість захисника). У зв'язку з цим іноді говорять про «вимушені» та про «тактичні» заміни. На відміну від деяких інших видів спорту (американський футбол, хокей з шайбою, кабадді і інших), в офіційних футбольних турнірах замінений по ходу матчу гравець не може більше брати участь в грі.
Станом на 2020 рік в більшості офіційних турнірів дозволяється проводити не більше трьох замін по ходу матчу, в разі переходу гри в овертайм допускається четверта заміна. У товариських матчах зазвичай дозволяється більшу кількість замін.
Заміни проводяться командами з числа тих гравців, які були включені в офіційну заявку на матч. Крім 11 гравців, які виходять на поле в стартовому складі, в заявку потрапляють запасні. Кількість запасних гравців визначається правилами конкретного турніру. Ці гравці перебувають під час матчу в технічній зоні на «лаві запасних» разом з тренерським штабом своєї команди.
Гравці, які часто виходять на заміну по ходу матчів і забивають після цього важливі голи неформально називаються «суперзапасними» (англ. super sub).

## Історія
Термін «заміна» (англ. substitute) використовувався ще в 1860-і роки під час футбольних матчів в англійських середніх школах і означав заміну гравця, який з яких-небудь причин не з'явився на матч або не міг взяти в ньому участь. Наприклад, в звіті про матч 1863 року йдеться: «Одинадцять гравців з учнів Чартергауса провели матч у внутрішньому дворі проти випускників Чартергауса, але через неявку деяких випускників довелося провести три заміни». Заміни відсутніх гравців траплялися і раніше, але без власне терміну «заміна». Так, у звіті про шкільний футбольний матч за участю гравців Ітонського коледжу використовувався термін «непередбачені випадки» (англ. emergencies). В середині 1860-х років термін «заміни» використовувався часто, проте неясно, відносився він тільки до заміни відсутніх гравців або до зміни травмованих по ходу матчу.
Перший випадок використання замін в матчах національних збірних був зафіксований 15 квітня 1889 року в матчі між Уельсом і Шотландією в Рексемі. Основний воротар збірної Уельсу Джеймс Трейнер не з'явився до початку матчу, тому в ворота валлійців встав місцевий воротар з числа любителів Альф П'ю. Він провів на полі близько 20 хвилин, після чого його замінив Сем Гіллам , який відіграв залишок матчу.
Офіційно в XIX і першій половині XX століття заміни в футболі дозволені не були, і якщо футболіст не міг продовжувати участь в матчі через травму, його команді довелося грати в меншості. Використання замін у футболі було дозволено тільки в 1958 році, але тільки для заміни травмованого воротаря і одного травмованого польового гравця. Однак заміни проводилися вже в відбірковому турнірі до чемпіонату світу 1954 року, зокрема, 11 жовтня 1953 року Ріхард Готтінгер замінив Горста Еккеля в матчі між збірними Німеччини і Саару. Однак використання замін в фінальних турнірах чемпіонатів світу не допускалось до 1970 року.
У 1988 році ФІФА збільшила кількість допустимих замін до двох, а допустима кількість заявлених на матч запасних склала п'ять чоловік. У 1994 році було введено правило «2 плюс 1», що означало можливість заміни двох гравців і додаткової заміни воротаря в разі його травми. У 1995 році було дозволено робити три заміни будь-яких гравців по ходу матчу. У 1996 році число запасних було збільшено з п'яти до семи .
Четверта заміна в додатковий час була введена після 2016 року і використовувалася на літніх Олімпійських іграх 2016 року, Кубку конфедерацій 2017 року, в фіналі Золотого кубка КОНКАКАФ 2017 року . З 2018 року четверта заміна в овертаймі була офіційно схвалена ФІФА для використання на чемпіонатах світу, також вона почала використовуватися в Лізі чемпіонів і Лізі Європи УЄФА.

### Англія
Заміни в матчах чемпіонатів Англії були дозволені починаючи з сезону 1965/66. У перші два сезони після введення правила про заміни кожна команда могла зробити тільки одну заміну по ходу матчу, причому заміняти можна було тільки травмованого гравця. Починаючи з сезону 1967/68 дозволялося проводити заміни в тактичних цілях .
21 серпня 1965 року Кіт Пікок з «Чарльтон Атлетик» став першим гравцем, який вийшов на заміну в матчі Футбольної ліги Англії. Він замінив травмованого воротаря Майка Роуза в грі проти «Болтон Вондерерз».
Згодом кількість запасних і допустимих замін збільшувалася. У 1996 році кількість запасних гравців в заявці на матч Прем'єр-ліги було збільшено до п'яти, а в 2008 році — до семи.

### Шотландія
Арчі Гемілл з «Сент-Міррен» став першим гравцем, який вийшов на заміну в Шотландії. Це сталося 13 серпня 1966 року в грі Кубка шотландської ліги проти «Клайда». Перша заміна в рамках Футбольної ліги Шотландії сталася 24 серпня 1966 року в матчі між "Квінз Парк " і «Альбіон Роверз», тоді на поле вийшов Пол Конн. 20 січня 1917 року гравець «Партік Тісл» Морган вийшов на заміну травмованого Моррісона в матчі проти «Рейнджерс» на стадіоні «Ферхілл», однак цей випадок є винятком, оскільки Шотландська футбольна ліга не дозволяла заміни до 1966 року .

### Італія
У 2012 році в Італії було дозволено заявляти на матчі Серії A, Кубка Італії і Суперкубка Італії з 12 запасних.
У листопаді 2019 року Італійська федерація футболу подала запит в Міжнародну рада футбольних асоціацій (IFAB) про збільшення допустимого числа замін для кожної команди до п'яти для матчів Серії A. П'ять замін уже дозволені в Серії C. Щоб не допустити збільшення перерв в грі, пов'язаних із замінами, пропонується проводити ці п'ять замін протягом максимум трьох перерв в грі.

### 2020 рік: вплив пандемії COVID-19
У 2020 році ФІФА запропонувала, а Міжнародна рада футбольних асоціацій дозволила організаторам турнірів тимчасово збільшити число допустимих замін з трьох до п'яти (або шести з урахуванням додаткового часу) для завершення сезонів, коли було потрібно провести велику кількість відкладених матчів в зв'язку з пандемією COVID-19. 15 липня 2020 року ФІФА продовжила можливість виконувати по п'ять замін у матчі до серпня 2021 року, хоча остаточне рішення про застосування даного правила залишається за регіональними федераціями та національними асоціаціями .

## Правила гри
Заміни регулюються правилом № 3 правил гри в футбол .
Згідно з правилами гри в футбол в редакції 2019/20 максимально допустима кількість замін становить п'ять, а для офіційних чоловічих і жіночих змагань, що включають перші команди клубів вищого дивізіону або національні збірні категорії «А», максимально допустима кількість замін становить три заміни. Для неофіційних (товариських) матчів дозволяється мати по дванадцять запасних і проводити шість замін (або більше, в разі попередньої згоди обох команд) .
Кількість запасних визначається регламентом конкретного турніру і становить від трьох до дванадцяти гравців.
«Зворотня заміна» — ситуація, в якій «гравець, який вже брав участь в матчі і був замінений (замінений гравець), пізніше повертається в гру, замінюючи іншого гравця». Починаючи з 2017 року правила гри в футбол дозволяють використання зворотних замін «в молодіжному, ветеранському футболі, футболі для осіб з обмеженими можливостями та масовому футболі при схваленні національною футбольною асоціацією, конфедерацією або ФІФА» .

## «Суперзапасні»
Термін «суперзапасний» або «суперсаб» (англ. super-sub) означає гравця, який часто виходить на заміну, забиваючи важливі голи. Серед інших, таким терміном називали Девіда Ферклафа з «Ліверпуля», Уле Гуннара Сульшера і Хав'єра Ернандеса з «Манчестер Юнайтед», Нванкво Кану з «Арсеналу», Едіна Джеко з «Манчестер Сіті» , Йон-Даля Томасона з «Мілан», Джермейна Дефо зі збірної Англії, Тіма Кегілла з збірної Австралії та інших.